# Национальный театр Кении
Национальный театр Кении (англ. Kenya National Theatre) открыт в столице Кении, городе Найроби, в 1952 году; подчиняется Культурному центру Кении, который является полуавтономным агентством Министерства национального наследия и культуры Кении.

## О театре
При театре работает созданная в 1968 году Национальная театральная школа, в которой обучаются профессиональному мастерству драматурги, а также танцоры и музыканты, работающие в сфере традиционного искусства.
В 1959 году в театре прошёл первый ежегодный Кенийский театральный фестиваль, домом для которого театр оставался до 1982 года, после которого фестиваль стал проводиться по очереди во всех восьми провинциях Кении.
В декабре 2013 года театр закрылся на ремонт, который планируется завершить в течение 8 месяцев. Обновление театра включено в общую программу мероприятий по празднованию 50-летия независимости Кении. Расходы в размере ста миллионов шиллингов взяла на себя пивоваренная компания East African Breweries.